# 曾文
曾文（1425年—？），字應彬，江西吉安府永豐縣人，明朝政治人物。進士出身。

## 生平
江西鄉試第七十七名。天順元年（1457年）丁丑科會試第七十九名，殿試登進士第二甲第五十名。

## 家族
曾祖父曾仲瑀。祖父曾宜初。父亲曾肅，曾任學正。